# 六榜龍屬
六榜龍屬（意為「來自六榜的蜥蜴」）是真蜥脚类恐龙的一屬，化石是在中国广西扶绥县发现，屬於那派组地层，地質年代位于距今大约1.3亿年前的白垩纪早期。
六榜龙化石发现于扶绥县山圩镇平搞村六榜屯龙草岭的甘蔗地裡，在当地一位何姓村民帮助下找到。在2010年，中國古生物學家徐星等人將化石進行敘述、命名，模式種是何氏六榜龙（Liubangosaurus hei）。化石埋藏于那派组紫红色泥质粉沙岩中，与北美的简棘龙是姐妹分類單元关系。經過估計，身长約18公尺、头高6公尺。化石目前在广西自然博物馆展出。